# 熊玠
熊玠（James C. Hsiung，1935年7月23日—），美国华人政治学家，现为纽约大学政治系终身教授。

## 生平
1935年生于河南开封，祖籍江西宜春市奉新县冯川镇岗霞，1940年代为躲避战乱迁往四川，1949年又迁往台湾。1955年获台湾大学外文系学士。1958年赴美，1961年获南依利诺大学新闻系硕士。1967年获美国哥伦比亚大学政治学系博士。毕业后后任助理教授。
1969年任美国纽约大学政治学系副教授。1975年起任教授，任教期间曾担任马英九恩师。还担任任美国卡特、福特、里根等三届总统的私人顾问。1977年加入美国国籍。1987年夏，熊玠曾受邀到北戴河与邓小平见面。
他目前的研究興趣是海上力量和二十一世紀，教授中日比較政治、亞洲國際關係、國際法和國際治理。

## 著作
- 《习近平时代》，美国时代出版公司，2015年
- 《大国复兴：中国道路为什么如此成功》，2012年

## 观点
熊认为，中国1949年以后，毛泽东30年，邓小平30年，习近平考虑后面的30年。毛泽东应该搞建设，搞制度建设。很可惜的是他是理想主义者，搞继续革命，所以出现了很多的社会问题，尤其是文化大革命。邓小平就是接受了毛泽东时代的教训，转向搞现代化建设的30年。现在真正进入后邓小平时代。他认为习近平的重点绝不是政治民主化，而是让中国成为经济富国，实现国家治理体系现代化，以及恢复中华文明的国际地位。